# Kuusankoski
Kuusankoski is een stadsdeel van de Finse stad Kouvola, die tot 2008 een afzonderlijke stad en gemeente was. Deze gemeente had een oppervlakte van 114 km² en telde in 2008 19.739 inwoners.
Kuusankoski ontstond in 1921 door het samengaan van drie nederzettingen aan de Kymijoki: Kuusaa, Kymintehdas en Voikkaa. Het was een belangrijk centrum van de papierindustrie en de bakermat van het Kymmene-concern, het huidige UPM-Kymmene. In 1957 werd Kuusankoski een kauppala (marktvlek) en in 1973 kreeg het de status van stad. In 2009 werd het bij het naburige Kouvola gevoegd.

## Geboren
- Janne Lindberg (1966), voetballer en voetbalcoach
- Toni Huttunen (1973), voetballer

Hamina · Iitti · Kotka · Kouvola · Miehikkälä · Pyhtää · Virolahti
Voormalige gemeenten:
Anjala · Anjalankoski · Elimäki· Haapasari · Jaala · Karhula · Kuusankoski · Kymi · Sippola · Suursaari · Tytärsaari · Valkeala · Vehkalahti